# Трушев, Иван Филиппович
Трушев Иван Филиппович (Филимонович) (18 апреля 1912 — 31 декабря 1943) — участник Великой Отечественной войны, старшина роты 1118-го стрелкового полка (333-я стрелковая дивизия, 6-я армия, 3-й Украинский фронт), старшина. Герой Советского Союза (1944).

## Биография
Родился в 18 апреля 1912 года на хуторе Фабрицкий (ныне — село Фабрицкое Репьевского района Воронежской области) в семье русского крестьянина. После окончания в 1940 году Астраханского пединститута работал учителем в Астрахани.
В ноябре 1943 года Трушев был направлен в действующую армию.
В 1943 году советские войска под сильным артиллерийско-миномётным и пулемётным огнём противника форсировали Днепр. В ночь на 26 ноября старшина И. Ф. Трушев одним из первых переправился на правый берег Днепра в районе села Каневское (Запорожская область) и поднял бойцов в атаку; при этом в ходе боя он уничтожил 2 вражеских дзота и не менее 40 солдат противника, а также захватил в плен 6 человек.
31 декабря 1943 года Иван Трушев погиб в бою. Похоронен в братской могиле в селе Марьевка Запорожской области.
Указом Президиума Верховного Совета СССР от 22 февраля 1944 года за умелое руководство подразделениями и проявленные смелость и инициативу старшина Иван Филиппович Трушев был удостоен звания Героя Советского Союза посмертно.

## Награды
- Медаль «Золотая Звезда» (1944);
- орден Ленина (1944).

## Память
- В селе Марьевка на братской могиле, где похоронен Трушев, установлен его бюст.
- Имя Трушева выбито на Аллее Героев города Запорожье.